# هديومة تودسنية
هديومة تودسنية أو فوتنج كاذب تودسني أو نعناع نفاذ تودسني (الاسم العلمي:Hedeoma todsenii) هي نوع من النباتات تتبع جنس الهديومة من الفصيلة الشفوية.